# 末世巡禮 ～再見了月之廢墟～
《末世巡禮 ～再見了月之廢墟～》為2009年1月22日由南夢宮萬代遊戲發售的Wii上角色扮演遊戲。廠商將本作分類為「廢墟探索RPG」。

## 概要
遊戲背景設定在人類幾乎死亡並要走向滅亡的世界當中，並要在廢墟和其他街道或建築物中進行探險的角色扮演遊戲。操控則是使用Wii Remote進行。
本作由製作過《7〜摩爾摩斯騎兵隊〜》和《神魔預言錄》的南夢宮工作人員，以及製作過《霸天開拓史：永恆之翼與失落之海》系列和《信賴鈴音 ～蕭邦之夢～重奏〜》的tri-Crescendo共同富負責製作。
根據製作者們表示，本作並非像是恐怖電影般令人恐懼、而是像電影‧靈異第六感」那樣，有著感人熱淚的要素存在。
舞台中所出現的報紙和看板等文字全都是日語、看板則使用筆字體、廣告看板上所寫的文字和圖案則讓人有著昭和時代的感覺、所有東西都被統一為懷舊的印象。因此雖然是在現實世界中，卻更接近於現實中探索從昭和當時就被人捨棄的廢墟的感覺。
另外，本作很稀奇的是沒有所謂過關特典存在。

### 操作
本作在視點上採用第三人稱視點的、基本上是裝備「電燈」和「武器」進行探索。能夠將Wii Remote的按鈕當作是手電筒、並且操作控制器朝向那裡，燈光就會照向那裡、並能以控制棍來操控主角。當B鈕按住時能切換為第一人稱視點。但另一方面卻變成無法任意移動、不過能夠看到所有畫面、還能撿拾物品。

### 戰鬥系統
探索時、在接近「擁有惡意的思念體」（像是惡靈的東西）和野生動物（和牠們的靈體）時、手把上就會因此發出聲音、並進入無接縫戰鬥。大部分的敵人不用手電筒等東西照射它們一段時間就無法看見他們、一部分的敵人則是只要使用光源一直照射他們就會變得很虛弱。武器則分為木棒和竹刀的「棍棒系」、鎚子和斧頭的「重鎚系」、捕蟲網和曬衣竿的「槍系」以及彈弓的「弓箭系」。依據不同武器會有不同的使用方法、攻撃則全部採用Wii搖控的A鈕。另外、武器會隨機損壞、當武器壞掉時就必須重新裝備新的武器。打倒敵人後能得到經驗值、累積到一定程度，能夠提升「等級」並能夠提升攻撃力和Hit Point。當Hit Point變成零時，遊戲就會結束。最高等級能到35級。

### 點火
點火為在不同的廢墟中會有數個能進行「點火」的據點。只要點火就能回復全部血量、也能夠進行存檔。並且賽特只要一點火、遊戲中唯一販賣物品的「物品屋」之男就會出現、不過不一定是每次點火都會出現。

## 登場角色

### 主要角色
賽特 （声：桑島法子）
主角。十五歳的少年。是在這個幾乎滅亡的世界中少數生存下來的人類。因為與他一起在住在天文台的「老爺爺」的遺言、讓他在這個已經廢墟化的世界中展開旅程並尋找其他仍然生存下來的人類。語尾中會加上「○○沙」。他是名左撇子。也許是因為在天文台上有受過教育，所以能看懂大部分的漢字、雖然已經十五歲了，但精神仍然比較幼稚、另外也有不知世故的一面。所穿的衣服為雨衣。
老爺爺 （声：古川登志夫）
和賽特一起住在天文台的老人。賽特並不知道「老爺爺」的名字，並沒想到「老爺爺」突然過世、讓賽特變成孤單一人。賽特在資料室找到他所留下來的信、也因為這封信讓賽特展開旅行。
蓮 （声：吉川未來）
女主角。是旅行的賽特最初遇到的人類、遇到她後，在賽特還沒有問出她的名字前就迅速消失在他的面前。於是尋找「銀髪少女」就變成賽特旅行的目標。服装設計則相當大膽，並只遮住前後兩邊而已(這種服裝其實是接受開刀的患者所穿的衣服)。
P.F（個人電腦） （声：庄司宇芽香）
攜帶型會話AI。要背在背後使用、能夠了解人淚的感情、並且會提供最佳的知識和行動建議。自己說「最喜歡七嘴八舌」而且說話也是如此、因為有感情累積這個修正功能、所以有時它的行動就像擁有人類感情一樣，在某處被賽特撿到以後，就一直有想要對賽特有用的願望。
物品屋 （声：麻生智久）
能夠交換各種物品的謎之男子。喜歡收集美麗或閃亮的東西。是位個性相當慎重且有禮貌的人。只要賽特點火時，就會突然出現並且向他販賣武器和物品、也會買下賽特撿到的東西。頭上戴著像是公雞頭的東西、穿著稍微髒的衣服和長靴以及白手套來遮住自己的身體。從面具的嘴巴那邊、確認有一個微微閃著紅光的東西…。
庫羅烏 （声：園崎未惠）
在遊樂園中所遇到的生存者少年。已經喪失小時候的記憶。為了找尋自己出生的地方、所以只帶著一張相片就持續旅行著。能夠輕易飛越比自己高好幾倍的牆壁、是個有著超人運動神經的人、即使遇到旋轉木馬的馬從摩天輪掉下來、也像沒事一樣地行動著。他的高運動能力、與他的秘密有很大的關係。有著對於只要自己喜歡的「光亮東西」不管怎末樣都要拿到手的習慣。
薩伊 （声：廣橋涼）
住在旅館中的意識體（幽靈）少女。頭、胸、左邊都包著大片的繃帶、臉和腹部則有受過手術的痕跡。因為喜歡上來到旅館的賽特、而附身到他的身上並且成為從給予他重要指導以及能夠閒話家常的好夥伴、直到故事的最後都會與他一起行動。不知為何好像知道關於「老爺爺」的事情…。
琪優 （声：齋藤千和）
和薩伊一樣、在旅館徘徊的意識體少女。外表年齢和賽伊差不多、從穿著日式的和服、說著像是古文的話、讓人感覺就像是大人一樣。另外、頭上有很大的花朵髮飾。完全不相信人。
辛 （声：古川登志夫）
穿著白衣、白髪紅眼的男子。是個意識體、生前參與「克拉斯凱吉計畫」、這次為了找到「第二次克拉斯凱吉計畫」而行動。
追跡者 （声：大場真人）
和賽特初次戰鬥的像是假面人的意識體。最初說賽特「脆弱」後，不和他對決就逕自離開、之後變成好幾次與賽特展開戰鬥。

### 其他人
折鶴少女 （声：今野宏美）
在沿著地鐵線路旁的倉庫中所遇到的穿著紅衣服的黑髮少女意識體。喜歡玩捉迷藏、還打算和賽特玩捉迷藏，表現出她的天真無邪的一面。根據牆上文字對她的描述、能知道她是位一邊等著出門的母親回來卻因此孤獨而死的少女。即使現在成為意識體，卻仍然等著母親回來、在賽特將她母親折的紙鶴交給她以、與前來迎接她的母親一起消失在天空當中。
母親 （声：川名真知子）
折鶴少女的母親。外出時、因為被被捲入到地震所引起的坍塌中而因此死亡、能夠從撿到的物品中得知這項訊息。和其他意識體不一樣的是她全身都是白色。

### 遺物主人的擔任聲優
賽特所撿到的數個遺物中都有各個主人的回憶寄宿著、但大部分都不知道主人是誰。
在結尾的製作列表中會記明各遺物主人的聲優、有多個物品由幾位聲優重覆擔任。
- 牧島有希
- 平井啓二
- 菅沼久義
- 高塚正也
- 伊藤加奈惠
- 外村茉莉子
- 宮崎寛務
- 安田早希
- 森岳志
- 鈴木真仁
- 私市淳
- 進藤尚美
- 藤本隆弘
- 竹本英史
- 戶塚利繪
- 神田朱未
- 淺野真澄
- 齋藤貴美子
- 麻生智久
- 今野宏美

## 登場武器

### 棒系武器
- 木棒、竹刀、鐵棒、鋁棒、日本刀

### 重鎚系武器
- 木鎚、斧、鐵鎚

### 槍系武器
- 補蟲網、竹掃把、曬衣竿、槍

### 弓系武器
- 彈弓、小弓箭、箭術、十字弓

## 本作舞台
各施設名稱、都以説明書、官網介紹和作中登場的名稱為準。
回憶的天文台
賽特和老爺爺所住的天文台。遊戲的開始地点。
腐朽的廢棄地鐵車站
在作中出現的看版寫著「麻布台車站」、實際上並沒有叫作「麻布台車站」的站（但有叫作麻布台的地名）。
另外、裡面放置的列車、與營團地鐵（現在的東京Metro）在丸之内線所使用的營團500形電車相當相似。
閉閉的地下商店街
叫作「麻布台車站地下商店街」的商店街。據說以前相當熱鬧。
無人的遊樂園
叫作「月之丘鳴叫樂園」的遊樂園廢墟。裡面有雲宵飛車和摩天輪、以及荒廢掉的遊樂設施。
時間停止的旅館
「倉都觀光旅館」。四周被綠地包圍、是3層樓的洋房風格的旅館。在過去營業時、不僅供人居住也會供人進行結婚典禮，被認為是以摩耶山中的「摩耶觀光旅館」為原型。
水壩
水力發電用的水壩。内部有容納發電施設的廣大空間，地基面積和通路，為作中最大的舞台。共同溝為「日比谷共同溝」、水壩則是以「川治水壩」為原型。
研究所
像是研究所的地下設施。也擁有醫院的設施。
黃昏之塔
東京鐵塔。老爺爺遺言中所寫的「巨大紅色鐵塔」。

## 製作人員
- 製作人、導演、編劇、遊戲設定：川島健太郎
- 製作人：郷田努
- 程式：安井宗史
- 音樂：齊藤理詠
- 音效：下條勇三郎
- 企畫：田川智美
- 藝術指導：原田恵子
- 2D視覺效果：浅野直子
- 地圖製作：中村基典
- 動作截取、事件場景編輯：吉山直子
- 行銷：森山愛子
- 角色設定：うじなわ　かつゆき

### 開發者部落格
從2008年6月27日設立的部落格，主要是傳達開發人員的心聲。

## 音樂

### 主題歌
片頭曲
- 手嶌葵《光》（YAMAHA MUSIC COMMUNICATIONS）
作詞・作曲：渡邊拓也

片尾曲
- 手嶌葵（YAMAHA MUSIC COMMUNICATIONS）
作詞・作曲：高橋司

### 「FRAGILE MOONLIGHT TRAX」
為初回生産版的特典，以「FRAGILE MOONLIGHT TRAX」為名的特別原聲帶CD，有數量的限定。在CD的表面上、則是印有賽特和蓮的插圖圖片。
收錄曲（全10曲）
1. すべての人へ
2. 銀の髪の女の子
3. きれい
4. どうして？
5. ともだち
6. すごい！
7. 害意ある思念
8. 排除
9. 月といっしょに
10. ありがとう

### 「末世巡禮 ～再見了月之廢墟～ 原聲帶 風のなかの、遠い声」
2009年2月4日、在iTunes Store上，由YAMAHA MUSIC開放下載。
收錄曲（全30曲）
1. すべての人へ
2. ひとりぼっち
3. 銀の髪の女の子
4. ぼく以外の誰か
5. 話しかけてくれる
6. いやな気配
7. 害意ある思念
8. どうして?
9. きれい
10. 月といっしょに
11. はなればなれ
12. 死んだもの
13. へんなの
14. 待ってよ!
15. 追跡
16. ともだち
17. わかりあえる
18. やくそく
19. ありがとう
20. 信じられるということ
21. すごい!
22. 排除
23. 廃墟
24. 悪意
25. 計画
26. 消去
27. 邪魔
28. 拒絶
29. そばにいてくれる
30. さようなら

## 企画
在事前有許多方面的協助，並舉辦募集企畫等活動也是本作的一個特徵。

### 短篇故事
與電撃文庫一起合作的企畫、由曾在電撃文庫出版過作品的兩位作家分別撰寫本作的短篇故事，並能在遊戲中閱讀到這些故事。閱讀的方法和其他物品一樣，必須點火才能讀取到。
「弄破的繪畫和枯萎的盆栽」 作：壁井有可子
- 阿卡聶（声：神田朱未）
- 瑪歐（声：菅沼久義）

「七色クロシェット」 作：紅玉いづき
- 我（声：淺野真澄）

### 漫畫
與電撃マ王的合作企畫、從電撃マ王2008年9月号（2008年7月26日發售）連載到2009年2月号（2008年12月27日發售）。
- 「末世巡禮 ～再見了月之廢墟～」スミノヒルネ （原作：南夢宮遊戲）

### 募集企畫「世界にのこす、きみの痕跡」
從2007年12月到2008年4月、與MediaWorks發售的「電撃マ王」、「電撃DS&Wii Style」、「電擊文庫MAGAZINE」三個雜誌合作的企画「世界にのこす、きみの痕跡」、不僅在遊戲內發表短篇故事，也對外募集牆上的文字塗鴉。

## 外部連結
- 《末世巡禮 ～再見了月之廢墟～》官方網站 （页面存档备份，存于）
- 「電撃Online」上開發者部落格 （页面存档备份，存于）
- 「電撃Online」上的「世界にのこす、きみの痕跡」企畫網站 （页面存档备份，存于）
- 「filmo」上的WEB用廣告募集企画五網站 （页面存档备份，存于）
- 「電撃Online」上的「想いのなかから、うかんだ言葉」企畫網站 （页面存档备份，存于）